# Гаїчка
Гаї́чка (Poecile) — рід горобцеподібних птахів родини синицевих (Paridae). Представники роду поширені у Європі, Азії та Північній Америці. Раніше рід включали у рід Синиця (Parus).

## Види
- Poecile atricapillus — гаїчка світлокрила
- Poecile carolinensis — гаїчка каролінська
- Poecile cinctus — гаїчка сіроголова
- Poecile davidi — гаїчка китайська
- Poecile gambeli — гаїчка гірська
- Poecile hudsonicus — гаїчка канадська
- Poecile hypermelaenus — гаїчка чорноборода[2]
- Poecile hyrcanus — гаїчка іранська[3]
- Poecile lugubris — гаїчка середземноморська
- Poecile montanus — гаїчка-пухляк
- Poecile palustris — гаїчка болотяна
- Poecile rufescens — гаїчка рудоспинна
- Poecile sclateri — гаїчка мексиканська
- Poecile superciliosus — гаїчка білоброва
- Poecile weigoldicus — гаїчка сичуанська[4]

В Україні трапляються два види: гаїчка-пухляк у північних та північно-західних областях, а гаїчка болотяна — на більшій частині території (крім півдня). Г. В. Фесенко та І. В. Шидловський називають гаїчку каролінську серед ендеміків Сонорської підобласті суші, а гаїчку сіроголову — серед ендеміків Тундрової підобласті.